# Тетяна Воробйова
Тетяна Воробйова (нар. 26 липня 1996) — колишня естонська тенісистка.

## Участь у Кубку Федерації

### Одиночний розряд
| Розіграш                                 | Стадія | Дата           | Місце               | Супротивник | Покриття | Суперниця               | W/L | Рахунок       |
| ---------------------------------------- | ------ | -------------- | ------------------- | ----------- | -------- | ----------------------- | --- | ------------- |
| 2012 Fed Cup Europe/Africa Zone Group I  | R/R    | 2 лютого 2012  | Ейлат, Ізраїль      | Австрія     | Тверде   | Патріція Майр-Ахлайтнер | L   | 0–6, 0–6      |
| 2013 Fed Cup Europe/Africa Zone Group II | R/R    | 19 квітня 2013 | Ульцинь, Чорногорія | Finland     | Ґрунт    | Пія Суомалайнен         | L   | 6–3, 3–6, 4–6 |

### Парний розряд
| Розіграш                                  | Стадія | Дата           | Місце               | Супротивник                                   | Покриття   | Партнерка       | Суперниці                         | W/L | Рахунок       |
| ----------------------------------------- | ------ | -------------- | ------------------- | --------------------------------------------- | ---------- | --------------- | --------------------------------- | --- | ------------- |
| 2012 Fed Cup Europe/Africa Zone Group I   | R/R    | 1 лютого 2012  | Ейлат, Ізраїль      | Болгарія                                      | Тверде     | Ева Паалма      | Дія Евтімова Цветана Піронкова    | L   | 0–6, 1–6      |
| 2012 Fed Cup Europe/Africa Zone Group I   | R/R    | 2 лютого 2012  | Ейлат, Ізраїль      | Австрія                                       | Тверде     | Анетт Контавейт | Сандра Клеменшиц Таміра Пашек     | L   | 4–6, 4–6      |
| 2012 Fed Cup Europe/Africa Zone Group I   | P/O    | 4 лютого 2012  | Ейлат, Ізраїль      | Збірна Нідерландів з тенісу в Кубку Федерації | Тверде     | Анетт Контавейт | Кікі Бертенс Міхаелла Крайчек     | L   | 0–6, 0–6      |
| 2013 Fed Cup Europe/Africa Zone Group II  | R/R    | 17 квітня 2013 | Ульцинь, Чорногорія | Туніс                                         | Ґрунт      | Ева Паалма      | Yosr Elmi Mouna Jebri             | W   | 6–0, 6–1      |
| 2013 Fed Cup Europe/Africa Zone Group II  | R/R    | 18 квітня 2013 | Ульцинь, Чорногорія | Латвія                                        | Ґрунт      | Ева Паалма      | Laura Gulbe Діана Марцинкевич     | L   | 3–6, 5–7      |
| 2013 Fed Cup Europe/Africa Zone Group II  | R/R    | 19 квітня 2013 | Ульцинь, Чорногорія | Finland                                       | Ґрунт      | Ева Паалма      | Ella Leivo Milka-Emilia Pasanen   | W   | 7–6(7–3), 6–1 |
| 2013 Fed Cup Europe/Africa Zone Group II  | P/O    | 20 квітня 2013 | Ульцинь, Чорногорія | Південна Африка                               | Ґрунт      | Ева Паалма      | Наталі Грандін Мадрі Ле Ру        | L   | 1–6, 3–6      |
| 2014 Fed Cup Europe/Africa Zone Group III | R/R    | 5 лютого 2014  | Таллінн, Естонія    | Намібія                                       | Тверде (i) | Ева Паалма      | Lesedi Sheya Jacobs Лінікес Терон | W   | 7–5, 6–2      |
| 2014 Fed Cup Europe/Africa Zone Group III | R/R    | 7 лютого 2014  | Таллінн, Естонія    | Вірменія                                      | Тверде (i) | Ева Паалма      | Lusine Chobanyan Ani Safaryan     | W   | 6–3, 6–2      |